# Pedro de Tovar
Pedro de Tovar (nascido em 1501) foi um explorador, militar e administrador colonial. Ele fez parte da expedição de Francisco Vázquez de Coronado e liderou a primeira expedição à Cíbola em 1540. Tovar também foi o primeiro europeu a ouvir sobre a existência do Grand Canyon, embora não tenha conseguido vê-lo. Ele também foi membro das tropas de Nuño de Guzmán durante a conquista de Nova Galiza, além de colaborar na colonização de Guadalajara e na fundação de Culiacán, no México moderno. Depois disso, foi alcalde de Nova Galiza e Culiacán.

## Biografia
Tovar nasceu em 1501, em uma família de fidalgos pertencentes à Casa de Boca de Huergano. Tovar era irmão de Sancho de Tovar e sobrinho do vice-rei da Nova Espanha e do Peru Antonio de Mendoza. Durante sua carreira, ele alcançou a posição de regidor de Sahagún, em Leão, Espanha.
Em 1531, ele fez parte das tropas de Nuño Beltrán de Guzmán, com quem conquistou Nova Galiza e fundou Culiacán, em Sinaloa. Ele também participou da colonização de Guadalajara, em Jalisco, no México moderno, sendo um dos seus primeiros colonos.
Tovar se juntou à expedição de Coronado em 1541 e assumiu os títulos de capitão e alferez mayor (alferes) da expedição.
A tropa de Coronado procurou pelas Sete Cidades de Cíbola. Inicialmente, eles pensaram que as cidades estavam no território Hawikuh, uma das tribos Zuni, no Novo México. No entanto, os Hawikuh se opuseram à entrada espanhola em suas terras, então ambos os grupos entraram em confronto. A tropa de Coronado os derrotou, então os Zunis fizeram um tratado de paz com eles. Entretanto, os espanhóis não encontraram o ouro que procuravam.
Então, uma semana depois, Coronado enviou Tovar a sua tropa para o oeste em busca de Cíbola. Durante sua jornada, a equipe de Tovar chegou às terras dos ameríndios Hopis no Arizona. No entanto, assim como os Zunis, os Hopis não permitiram que eles entrassem em suas terras e os espanhóis tiveram que lutar contra eles. Durante o confronto, alguns Hopis morreram, então eles se renderam e permitiram que ele visitasse suas terras. Os nativos lhes deram presentes em paz, bem como aceitaram desenvolver um comércio com a tropa de Tovar.
Embora os Hopis não soubessem da existência de Cíbola e suas terras fossem escassas em riqueza, Tovar ouviu falar sobre a presença de um grande rio (o Colorado) a oeste deles, o que capturou sua atenção. Não tendo conseguido encontrar Cíbola, Tovar retornou à Hawikuh e falou com Coronado sobre a presença do rio perto das terras dos Hopis.
Em 1542, Tovar retornou à Culiacán, o lugar que ajudou a fundar, e lá viveu o resto de sua vida. Ele adquiriu duas encomiendas perto da província mencionada. A primeira empregava mil homens e a outra quatrocentos. Os trabalhadores de suas encomiendas, como era comum na América espanhola, tinham que obedecê-lo e pagar-lhe tributo. No final da década de 1540, Tovar assumiu a encomienda de Anacatarimeto e mais tarde também obteve a de Mocorito, em Sinaloa. De acordo com o historiador Richard Flint, Tovar foi alcalde mayor de Nova Galiza em 1549 e de Culiacán em 1564.

## Vida pessoal
Tovar casou-se com Francisca de Guzmán, filha de um governador de Cuba. Seu neto, Hernándo de Tovar, foi padre.

## Legado
- Tovar é creditado como sendo a primeira pessoa branca a ser vista pelos Hopi.[7][4]
- El Tovar, um hotel construído em 1905 na margem sul do Grand Canyon, no Arizona, recebeu seu nome.[8]